# 拉斯金塔尼利亚斯
拉斯金塔尼利亚斯，是西班牙卡斯蒂利亚-莱昂布尔戈斯省的一个市镇。总面积25平方公里，2001年总人口353人，人口密度14人/平方公里。